# Kwik(II)jodide
Kwik(II)jodide is een anorganische verbinding van kwik, met als brutoformule HgI2. De stof komt voor als oranje-rode kristallen of als kristallijn poeder, dat vrijwel onoplosbaar is in water. 
Kwik(II)jodide komt voor in de natuur als het zeldzame mineraal cocciniet.

## Synthese
Kwik(II)jodide wordt bereid door een oplossing van kaliumjodide al roerend te mengen met een oplossing van kwik(II)chloride: 
{\displaystyle {\ce {2KI + HgCl2 -> HgI2 + 2KCl}}}
De bekomen neerslag wordt na filtratie gewassen en gedroogd bij 70°C.
Het kan ook rechtstreeks uit de samenstellende elementen bereid worden:
{\displaystyle {\ce {Hg + I2 -> HgI2}}}

## Kristalstructuur en eigenschappen
Kwik(II)jodide vertoont thermochromisme: wanneer de kristallen worden verhit boven 126°C, gaat de kristalstructuur over van een alfa- naar een bèta-vorm. Daarbij verandert de kleur van oranje naar geel. Wanneer de kristallen worden afgekoeld, treedt opnieuw kleurverschuiving naar de oranje alfa-vorm op.

## Toepassingen
Kwik(II)jodide wordt gebruikt bij de bereiding van Nesslers reagens, waarmee men ammoniak kan detecteren.
Het is tevens een halfgeleider die gebruikt wordt in detectoren voor X-straling en gammastraling.
In de diergeneeskunde wordt het gebruikt bij de behandeling van blaren (als tinctuur). 